# Hermin
Hermin település Franciaországban, Pas-de-Calais megyében. Lakosainak száma 207 fő (2022. január 1.). Hermin Rebreuve-Ranchicourt, Frévillers és Gauchin-Légal községekkel határos.

## Népesség
A település népességének változása:
| Lakosok száma | 211  | 211  | 214  | 213  | 212  | 209  | 209  | 208  | 207  |
|               | 2013 | 2015 | 2016 | 2017 | 2018 | 2019 | 2020 | 2021 | 2022 |